# Francisco Barreto Pereira Pinto
Francisco Barreto Pereira Pinto (freguezia de Lagoalva, Terra da Feira, Bispado de Coimbra, Portugal, 2 de junho de 1709 — Viamão, 21 de março de 1775) foi um militar e administrador colonial português.
Filho do capitão-mor da vila e comarca da Feira, Lagoalva de Santarém, do bispado de Coimbra, Manoel dos Santos Barreto e de Madalena Maria Pereira Pinto, naturais da Terra da Feira. Casou aproximadamente em 1743 com Francisca Veloza da Fontoura, natural da freguezia de Congonhas de Campos, Sabará, Minas Gerais.
O tenente-coronel Francisco Barreto Pereira Pinto foi governador interino da Capitania do Rio Grande de São Pedro, de 1 de setembro de 1763 a 16 de junho de 1764.